# Авока (село)

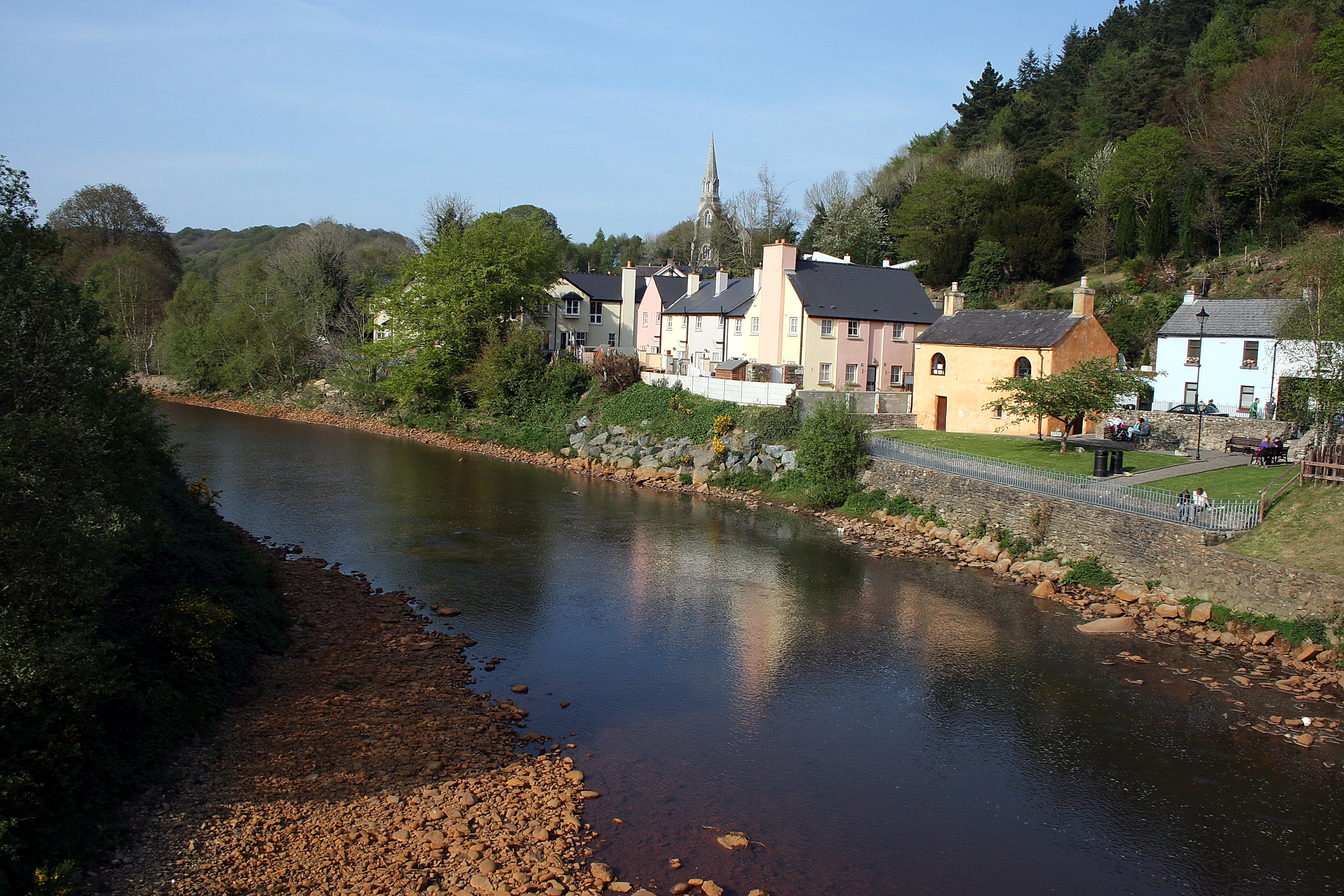
Річка Авока та село

Авока (англ. Avoca; ірл. Abhóca) — село в Ірландії, розташоване в графстві Віклоу (провінція Ленстер) біля траси R752.
Місцева залізнична станція була відкрита 18 червня 1863 року і закрита для пасажирів 3 березня 1964 року.

## Демографія
Населення — 734 особи (згдідно з переписом 2006 року). 2002 року населення становило 564 особи.
Дані перепису 2006 року:
| Загальні демографічні показники |               |                           |                           |      |      |
| Все населення                   | Все населення | Зміни населення 2002—2006 | Зміни населення 2002—2006 | 2006 | 2006 |
| 2002                            | 2006          | людей                     | %                         | чол. | жін. |
| 564                             | 734           | 170                       | 30,1                      | 369  | 365  |